# SOLiVE24 Archives
SOLiVE24 Archives（ソライブにじゅうよん アーカイブス）は、ウェザーニューズ (WNI) が2009年9月5日から2010年4月4日まで放送していた気象情報番組である。

## 概要・主な内容
ウェザーニューズの24時間動画生放送による気象情報番組「SOLiVE24」で配信された今週の番組の中から、特徴的気象現象、防災（減災）をテーマにした内容などを、ダイジェストで再放送する。インターネット配信のほか、BSデジタル放送（独立データ放送）910ch「ウェザーニュース」でも視聴できる。
SOLiVEキャスターによるガイダンスが入るが（千葉県千葉市美浜区の幕張テクノガーデンB館2階にある、ウェザーニューズ・グローバルセンターの「ソラスタ」にて収録）、録画番組のため、生放送番組で実施しているチャットやメールでの参加は出来ない。また、画面上には再放送である旨の表示もない。生番組での30分フォーマット構成ではなく、45分程度（その日の内容や週・日によって異なる）の再放送に正時（00分）まで、ウェザーニューズ・グローバルセンター屋上のお天気カメラからのライブ映像が入り、天気予報はない。ティッカーでスクロール表示される天気予報は放送当時の表示を覆い隠すため、白の不透過の背景を使用していたが、12月6日から天気予報の表示はなされなくなり、当番組タイトルと放送している内容のテロップが表示されるようになった（背景色は青に変更）。
10月3日放送分から、「きょうのラインナップ」が、10月11日放送分からオープニングタイトルが加わった。2009年10月11日から、放送が日曜日に移動。2時間番組に縮小され、再放送が同日深夜（月曜未明）に行われている。ただし異常気象や地震発生時（WNI分析で推定最大震度が3以上、もしくは不明の場合）は放送中の内容を中断し、幕張テクノガーデンB館24階にあるウェザーニューズ・グローバル予報センター（通称:予報センター）から最新情報を伝える（その際番組は生放送となる）。又予め放送前などに異常気象時及び地震発生の際は番組は休止となる（場合がある）。
しかし、2010年4月5日からの「SOLiVE24」春の改編に伴い、月曜日 - 土曜日まで放送している『SOLiVE コーヒータイム』（旧:ソラマド コーヒータイム）の放送枠が拡大し、本放送と再放送の時間帯が合わなくなった事や同日からYouTubeでの時差配信を開始し、過去の映像がいつでも参照できるようになった事などの事情により、当番組は2010年4月4日をもってレギュラー放送を終了。本放送時間帯はSOLiVE コーヒータイム、再放送時間帯は『SOLiVE Asia』（旧:ソラマド Asia）の日曜枠拡大に充てられた。
なお、2010年9月1日 - 5日に「減災ウィーク」や防災訓練が行われたことに伴い、減災ウィークに関する振り返り番組を9月5日深夜（6日未明）1時 - 3時に、『SOLiVE24 Archives』として放送した。また、その翌週9月12日深夜（13日未明）も、7月後半から8月の天気等の動きを各番組で放送されたものを元に今夏を振り返る特別番組を同タイトルで放送した。2010年10月17日深夜（18日未明）も、ソラウタを振り返る特別番組を同タイトルで放送した。2010年10月24日深夜（25日未明）は10月21日 - 22日に放送した、『SOLiVE スター』の再放送を同タイトルで放送した。なお、それらの特別番組放送に伴い、『SOLiVE Asia』は休止、ナビゲーターは音声のみで山岸愛梨が担当した。この為、2010年12月現在は不定期でウェザーニューズ関連又は同社が催したイベント等を中心に、（前述同様・主に）『SOLiVE Asia』の月曜（日曜深夜）枠（1時 - 3時）にて特別番組扱いで当番組を放送している。

## 放送時間の変遷
| 期間                          | 放送時間                                           |
| ----------------------------- | -------------------------------------------------- |
| 2009年9月5日 - 2009年10月3日  | 土曜日 17:00 - 20:00（再放送はなし）               |
| 2009年10月11日 - 2010年4月4日 | 日曜日 13:00 - 15:00（再放送は月曜日 1:00 - 3:00） |

- - 2010年2月28日は、初回放送・再放送共に前日27日に南米チリで発生したM8.8の地震の影響で日本列島太平洋沿岸を中心に大津波警報等が発表された事に伴い、予報センターからの速報番組に差し替えた為、番組初の全編放送休止となった。

## 特集内容

### 2009年9月
（ナビゲーター：5日は田中みのり、12日は井上すみれ、19日は小野英美、26日は堀田奈津水）
- 9月5日
  - 減災ウィーク（防災グッズなどの紹介）
  - 8月31日千葉県付近に接近した台風12号について
- 9月12日
  - 減災チャンネル開設について
  - 新番組「SOLiVE Asia」の紹介
- 9月19日
  - 雲画廊
  - 紅葉Ch.開設
  - シルバーウィーク天気Ch.開設
- 9月26日
  - シルバーウィーク
  - サバ・メシコンテスト2009
  - インディジャパン300

### 2009年10月
（ナビゲーター：3日は井上すみれ、11日は有川雅子、18日・25日は山岸愛梨）
- 10月3日[7]
  - 9月29日サモアで発生した地震及び津波について
  - 予報センターより、鹿児島県・桜島の噴火について速報（17時台後半）
  - ゲリラ雷雨防衛隊解散
  - 紅葉写真館・季刊SORA（そら）秋号発売
- 10月11日[8]
  - 台風18号の振り返り
  - SOLiVE24土日24時間放送スタート
    - 新番組「weathernews LiVE」、「ソラマド ミッドナイト」の紹介
- 10月18日
  - 台風18号の上陸情報について（気象庁、ウェザーニューズに注意）
    - 10月14日放送 weathernews LiVEの再放送
- 10月25日
  - オリオン座流星群
  - SORAフォトコンテスト結果発表
  - 台風20号情報（番組中断し、生放送[9]）
  - 新潟県中越地震から5年

### 2009年11月
（ナビゲーター：1日・8日・15日・29日は山岸愛梨、22日は堀田奈津水）
- 11月1日
  - 気象庁で台風に関する講習会を受ける <10月29日放送「weathernews LiVE」から>
  - 台風20号の振り返り
- 11月8日
  - おは天台湾オーディション
  - 気象庁へ上申書を再提出 <11月5日放送「weathernews LiVE」から>
- 11月15日
  - 先代しらせ引き渡し決定 <11月9 - 10日放送「weathernews LiVE」から>
  - スキー&スノボCh.リリース
  - おは天韓国・台湾キャスターオーディション
  - イノベーションカフェ開催
  - グローバルウィーク
- 11月22日
  - パネルディスカッション
    - 「インターネット時代の気象報道とは?」11月20日放送のweathernews LiVE特別番組全編再放送

  - しし座流星群 <11月17 - 18日放送の特別番組から>
- 11月29日
  - とちぎ熱気球インターナショナルチャンピオンシップ
  - 夕日の実験 <11月24日放送「ソラマド サンセット」から>
  - 雪虫大作戦2009まとめ <11月26日放送「SOLiVE Morning」から>
  - イルミネーション情報リリース

### 2009年12月
（ナビゲーター：6日のみ有川雅子、13日・20日・27日は山岸愛梨）
- 12月6日
  - ソラトモパーティー2009
  - 気象庁へ台風18号関連のウェザーリポートを提供 <12月4日放送「weathernews LiVE」から>
- 12月13日
  - WITHレーダーあられ追跡 <12月5日放送「weathernews LiVE」から>
  - 季刊SORA冬号発売 <12月10日放送「weathernews LiVE」から>
  - 2010年花粉飛散傾向 <12月8日放送「ソラマド コーヒータイム」から>
  - ダイヤモンド富士 <12月8日放送「ソラマド サンセット」から>
- 12月20日
  - ふたご座流星群 <12月14日放送「weathernews LiVE」から>
  - SORAフォトコンテスト2009秋 投票開始
  - ポールンロボ5号 設置募集開始 <12月17日放送「ソラマド コーヒータイム」から>
  - 鳥取県で竜巻発生 <12月17日放送「ソラマド コーヒータイム」から>
  - 伊豆半島東方沖の地震について <12月18日未明放送の地震情報から>
- 12月27日
  - 予報志道場 for 気象庁？
    - 気象庁へ提出したウェザーリポートの説明 <12月22日放送「weathernews LiVE」から>

  - 予報志道場 in シーポート <12月19日放送「SOLiVE Afternoon」から>
  - SORAフォトコンテスト結果発表 <12月23日放送「ソラマド ムーン」から>

### 2010年1月
（ナビゲーター：すべての回で山岸愛梨）
- 1月3日[10]
  - 堀田奈津水、全国のサポーターと初日の出を追う <1月1日放送の特別番組から>
  - 箱根駅伝特集・しぶんぎ座流星群（13時15分 - 14時は番組を中断し、生放送）[11]
  - 新年ソラヨミ講座 <1月1日放送の特別番組から>[12]
- 1月10日
  - 台風18号進路確定 <1月7日放送「weathernews LiVE」から>
  - ウェザーニューズ代表取締役社長・副社長登場 <1月4,5日放送「weathernews LiVE」から>
- 1月17日
  - ウェザーニューズ会長登場 <1月11日放送「weathernews LiVE」から>
  - 部分日食 <1月15日放送「ソラマド サンセット」から>
  - 東京で初雪 <1月12日放送「SOLiVE Afternoon」から>
  - 氷アートコレクション <1月14日放送「ソラマド ムーン」から>
- 1月24日
  - 花粉プロジェクト2010始動
  - 阪神淡路大震災から15年 <1月17日放送「weathernews LiVE」から>
- 1月31日
  - 気象庁、再び・・・<1月28日放送「weathernews LiVE」から>
  - サバメシ
  - 花粉プロジェクト2010

### 2010年2月
（ナビゲーター：7日のみ田中みのり、14日・21日は山岸愛梨）
- 2月7日
  - 雪道ドライブレッスン&雪かき道場 <1月30日放送「SOLiVE Afternoon」「ソラマド コーヒータイム」から>
  - みんなで追った関東の大雪
- 2月14日
  - SHIRASE引き渡し式「しらせ」から「SHIRASE」へ <2月10日放送特別番組から>
- 2月21日
  - さくらプロジェクト2010スタート

### 2010年3月
（ナビゲーター：7日・14日・21日は山岸愛梨、28日は田中みのり）
- 3月7日[13]
  - チリ大地震 日本へも津波到達 <2月27日-28日放送「津波特別番組」、28日放送「weathernews LiVE」から>
  - SAKULiVEスタート
- 3月14日
  - 6本目の桜 植樹 <3月11日放送「ソラマド コーヒータイム」から>
  - 樹木医が語る桜の健康
  - 海外ウェザーニュースキャスターオーディション
- 3月21日
  - 白瀬記念館石船さんに聞いた白瀬中尉 <3月16日放送「weathernews LiVE」から>[14]
  - 予報センターより、北日本・東日本の強風に関する情報と交通情報を放送（13:56 - 14:03。生放送）
  - 宮部KANCHO講演 in 秋田 <3月13日放送「ソラマド コーヒータイム」から>
- 3月28日
  - 第三回減災訓練実施 <3月20日放送「SOLiVE Afternoon 第3回減災訓練」から>
  - ソラフォトコンテスト結果発表 <3月22日放送「ソラマド ムーン」から>
  - 春の旅へ行こう!大抽選会 <3月26日放送「ソラマド ムーン 『春の旅』大抽選大会」から>

### 2010年4月
- 4月4日（ナビゲーター：大澤有紗）[15]
  - SHIRASE 船橋港到着 <3月31日放送「ソラマド コーヒータイム」から>
  - リアルSAKULiVE <4月2日放送「ソラマド コーヒータイム」から>
  - 「旅立ち そしてヨロシクね」 <3月31日・4月1日放送「weathernews LiVE」から>